# Jennifer Ehle
Jennifer Ehle (29 de dezembro de 1969) é uma atriz britânica-americana de teatro, televisão e cinema. Ela é mais famosa por interpretar Elizabeth Bennet na minissérie de 1995, Pride and Prejudice.

## Infância
Ehle nasceu em Winston-Salem, Carolina do Norte, filha da atriz Rosemary Harris. Ela passou sua infância entre o Reino Unido e os Estados Unidos, cursando 18 escolas diferentes. Seu treinamento em atuação ficou dividido entre a University of North Carolina School of the Arts e a Central School of Speech and Drama, em Londres.

## Carreira
Em 1992 ela foi escalada para atuar na adaptação de The Camomile Lawn, onde ela e sua mãe interpretam a mesma personagem em idades diferentes. A história, produzida pelo Channel 4, foi uma minissérie de cinco episódios sobre a vida e os amores de uma família de primos desde 1939 até o presente.
Sua interpretação de Elizabeth Bennet na minissérie Pride and Prejudice, adaptação do livro homônimo de Jane Austen, foi muito elogiada, ganhando um BAFTA Award. Depois de uma temporada com a Royal Shakespeare Company, ela atuou no filme Paradise Road (1997). Ela continuou sua carreira tanto no teatro quanto no cinema. Em 2000 ela venceu um Tony Award por sua performance como Annie na peça da Broadway, The Real Thing. Ela retornou ao teatro em 2005, com a peça The Philadelphia Story, atuando junto com Kevin Spacey. Ela ganhou seu segundo Tony Award pela peça The Coast of Utopia, em 2007.
Seus filmes recentes incluem Pride and Glory (2008) e The King's Speech (2010), ganhando um Screen Actors Guild Award para Melhor Elenco em um Cinema.